# واتسلاف دروبنی
واتسلاف دروبنی (چکی: Václav Drobný؛ ۹ سپتامبر ۱۹۸۰ – ۲۸ دسامبر ۲۰۱۲) بازیکن فوتبال اهل جمهوری چک بود.
از باشگاه‌هایی که در آن بازی کرده‌است می‌توان به باشگاه فوتبال بلشانی، باشگاه فوتبال آگسبورگ، باشگاه فوتبال استراسبورگ، باشگاه فوتبال اسپارتاک ترناوا، باشگاه فوتبال باومیت یابلونتس، باشگاه فوتبال اسپارتا پراگ، باشگاه فوتبال استون ویلا، و باشگاه فوتبال ملادا بولسلاف اشاره کرد.
وی همچنین در تیم‌های ملی فوتبال زیر ۲۱ سال جمهوری چک و جمهوری چک بازی کرده‌است.